# Aplectrum hyemale
Aplectrum hyemale là một loài thực vật có hoa trong họ Lan. Loài này được (Muhl. ex Willd.) Nutt. mô tả khoa học đầu tiên năm 1818. Đây là loài duy nhất trong chi Aplectrum. Tên được đặt theo tiếng Hy Lạp có nghĩa là "không có cựa (hoa)". Loài này thường được gọi là Adam và Eve hoặc putty root do một loại chất nhầy thu được khi đập nát củ của nó.

## Mô tả
Lá mọc vào cuối tháng 11 và tiếp tục cho đến tháng 3, gân lá màu trắng bạc và chạy song song dọc lá. Vào cuối hoặc đầu tháng 6 thì cuống hoa sẽ xuất hiện với một ít bông cách nhau vài mm.
Aplectrum hyemale sẽ sinh sản dưới lòng đất bằng sự phát triển của củ.

## Hình ảnh

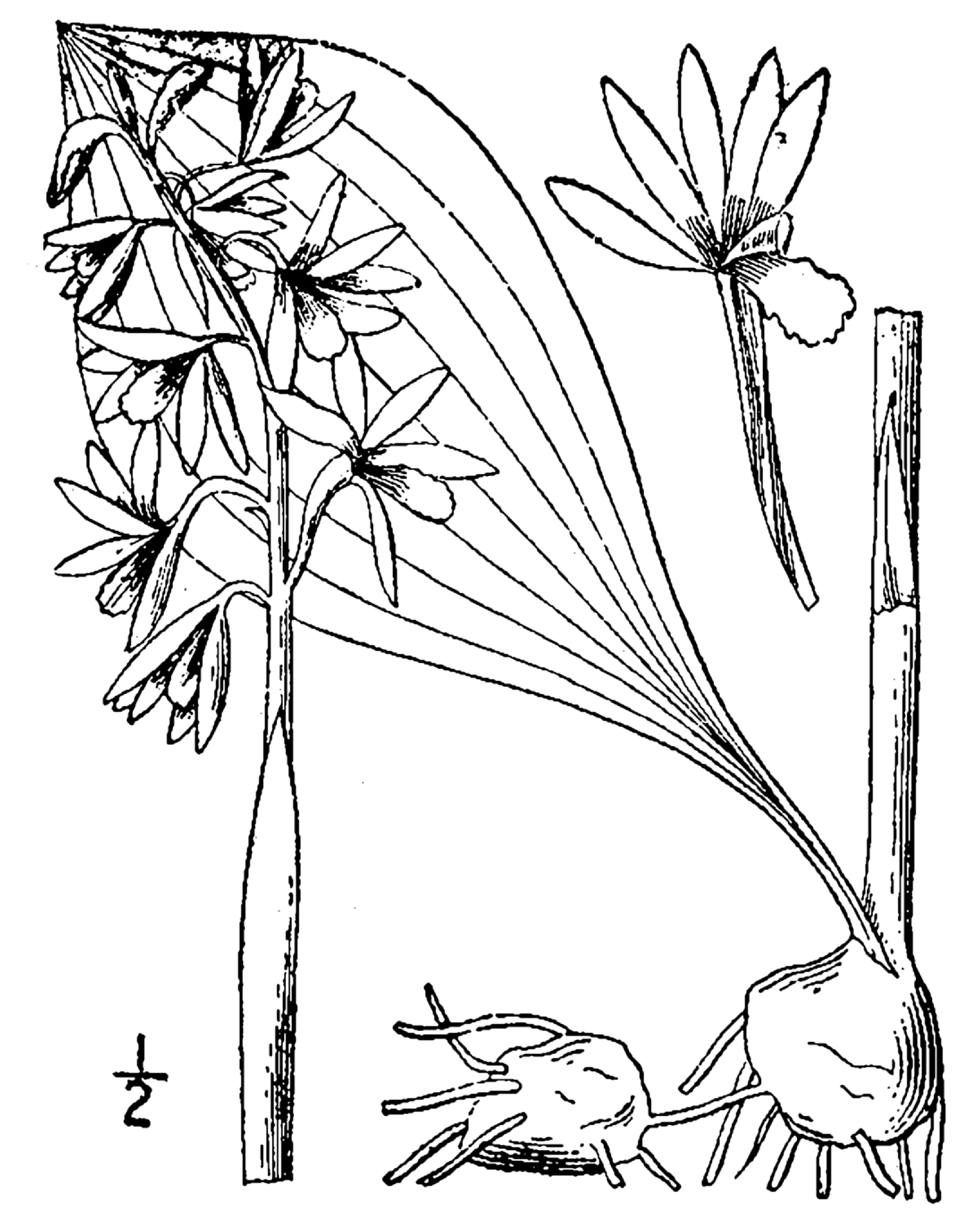
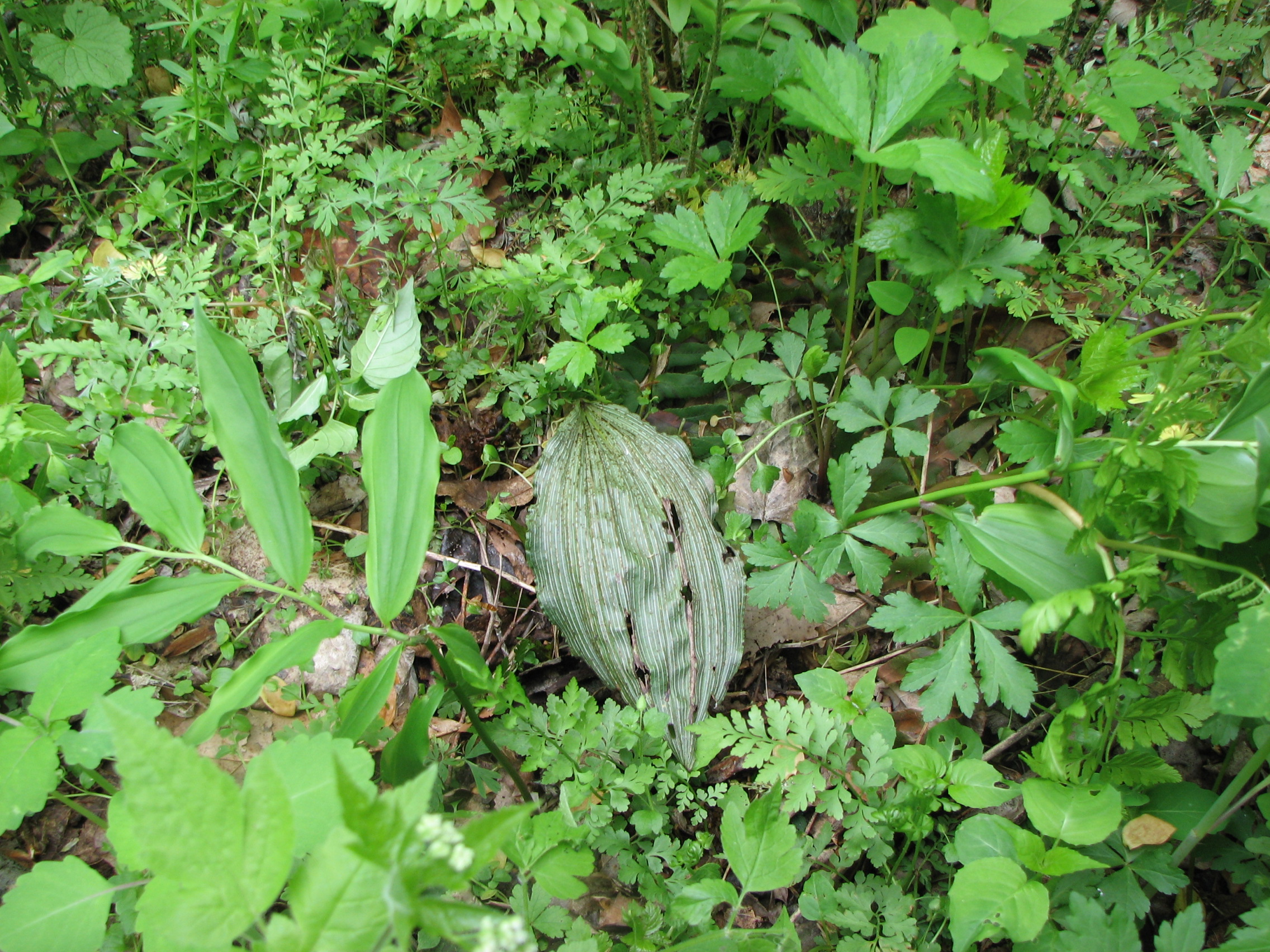
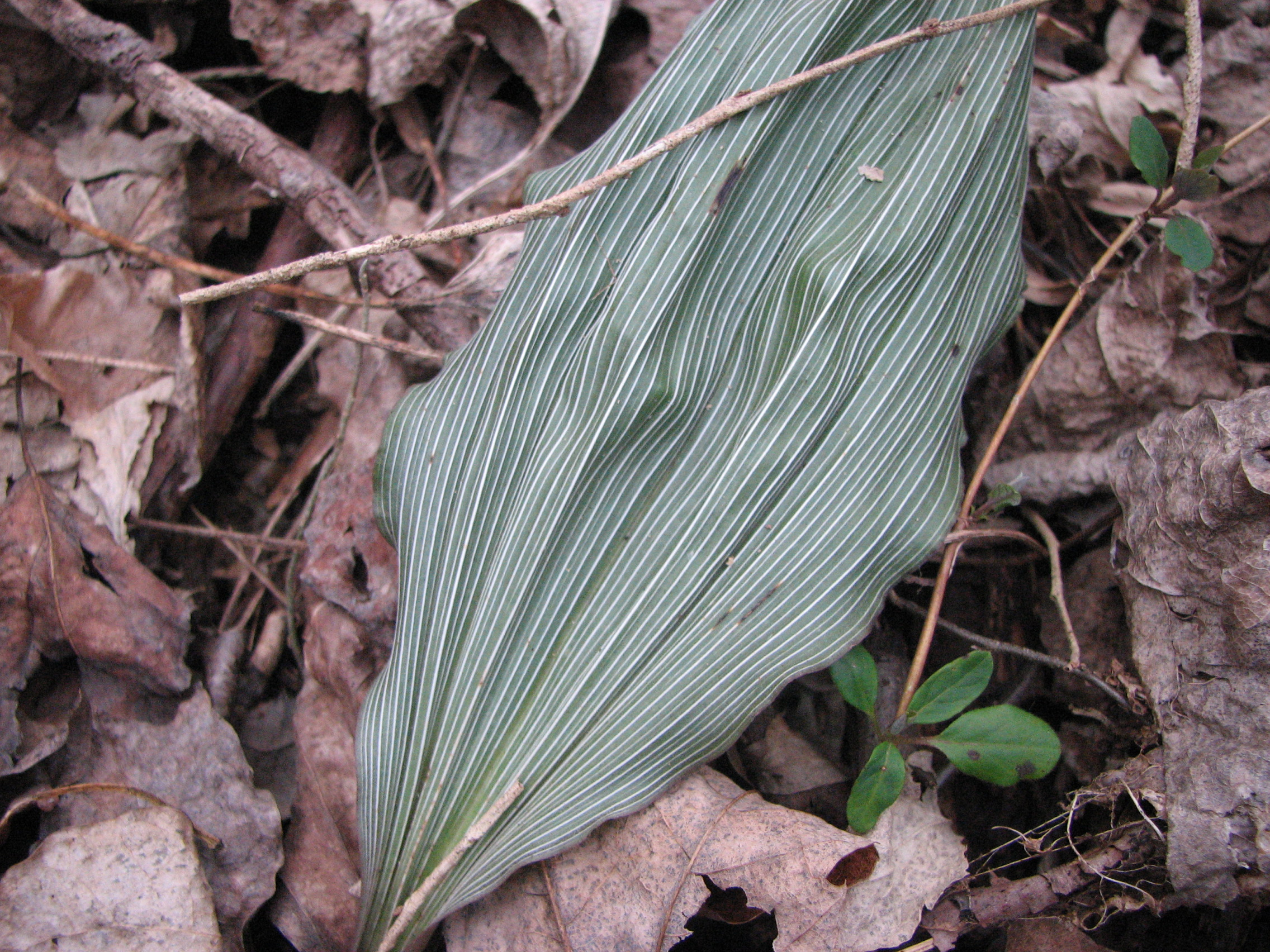